# 쇼초
쇼초(일본어: 正長)는 일본의 연호(元号) 중 하나이다.
- 전후 : 오에이(応永) 이후 - 에이쿄(永享) 이전.
- 시기 : 1428년
- 천황 : 쇼코 천황, 고하나조노 천황
- 쇼군 : 공석 (무로마치 막부)

## 개원(改元)
- 오에이 35년 4월 27일(율리우스력 1428년 6월 10일) 개원.
- 쇼초 2년 9월 5일(율리우스력 1429년 10월 3일), 에이쿄로 개원된다.

## 출전
『예기정의(禮記正義)』의 「在位之君子、威儀不差忒、可以正長是四方之國」.

## 쇼초 시기에 일어난 일
- 원년
  - 7월 28일 : 쇼코 천황의 붕어로 고하나조노 천황이 천조(践祚).
  - 쇼초노도잇키(正長の土一揆, 사회불안을 이유로 일어난 일본 최초의 농민반란) 발발.

## 서력과의 대조표
| 쇼초 | 원년   | 2년    |
| ---- | ------ | ------ |
| 서력 | 1428년 | 1429년 |
| 간지 | 무신   | 기유   |

## 같이 보기
- 일본의 연호 일람

| 이전 오에이 | 일본의 연호 1428년 ~ 1429년 | 다음 에이쿄 |